# Senf

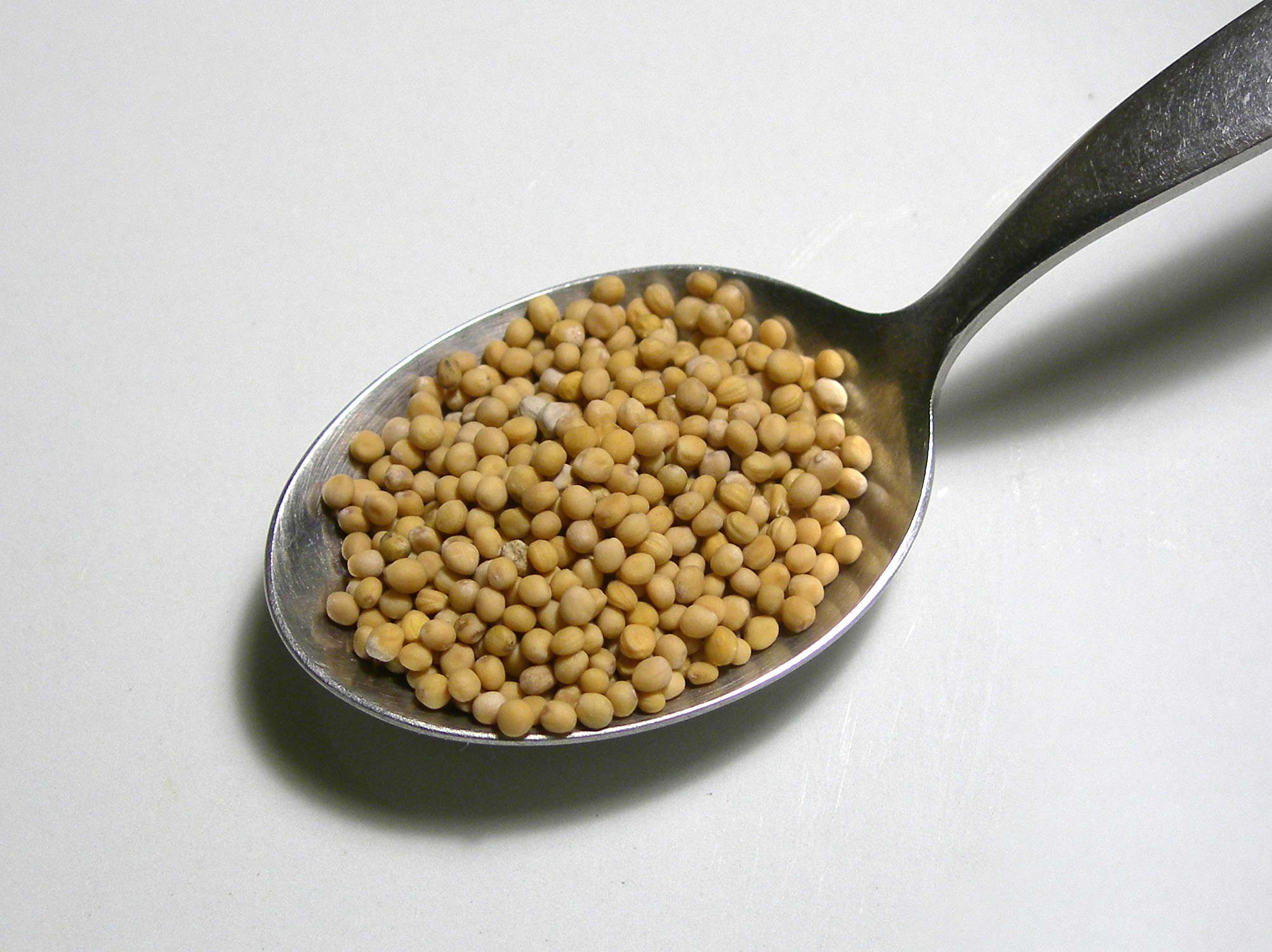
Weiße Senfkörner

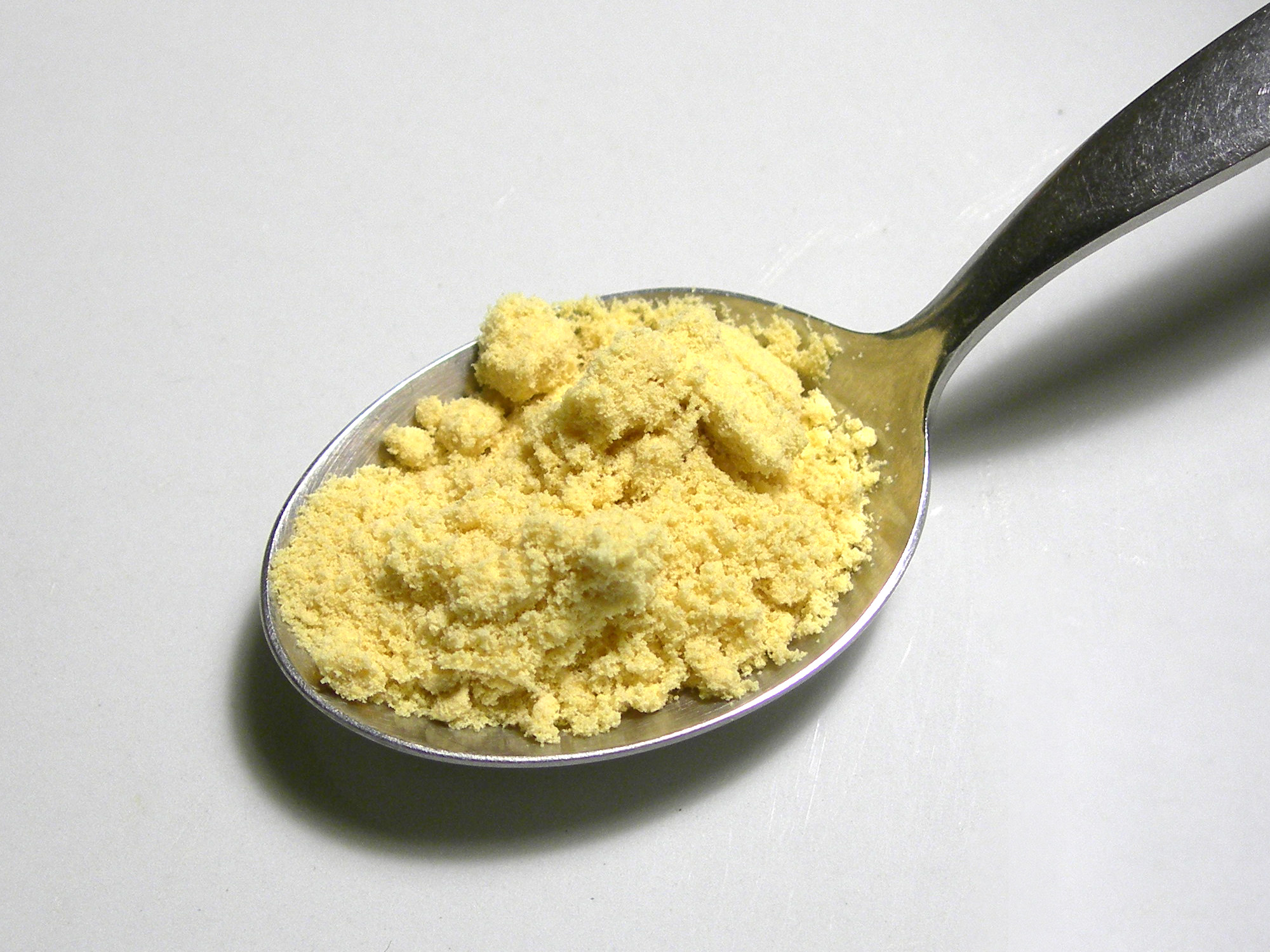
Senfpulver aus Weißem Senf

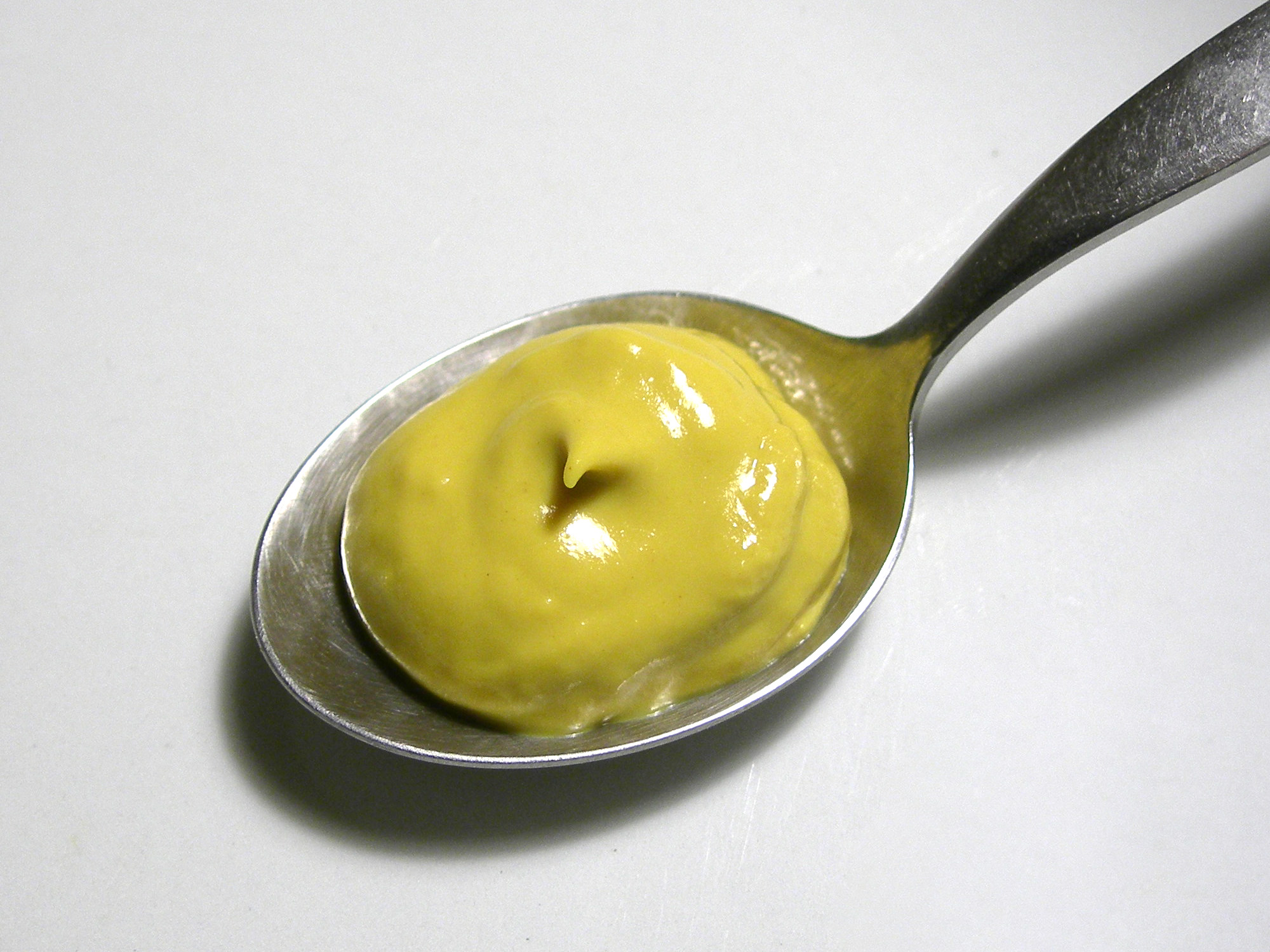
Tafelsenf, mit Kurkuma gefärbt

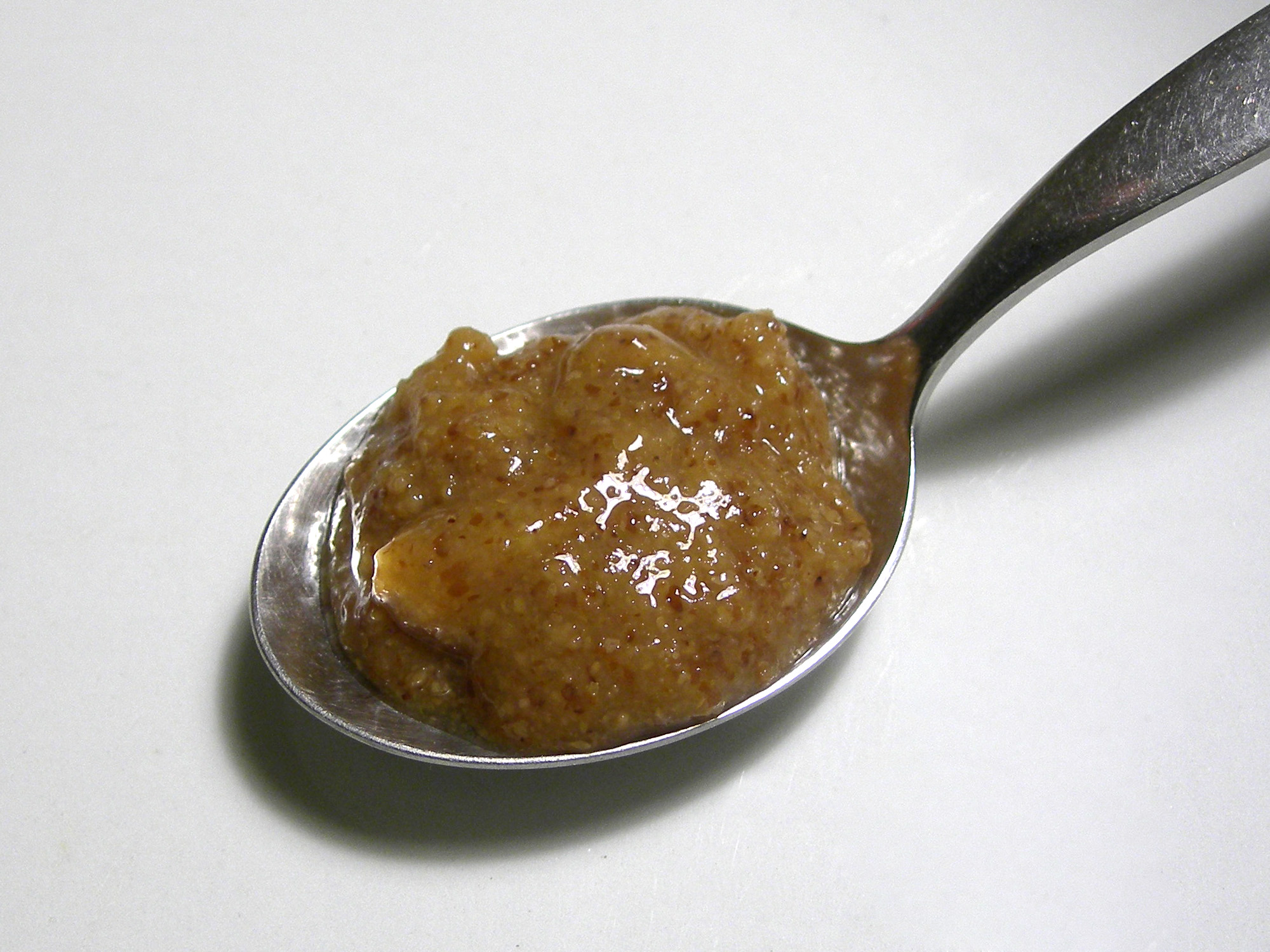
Bayerischer süßer Senf

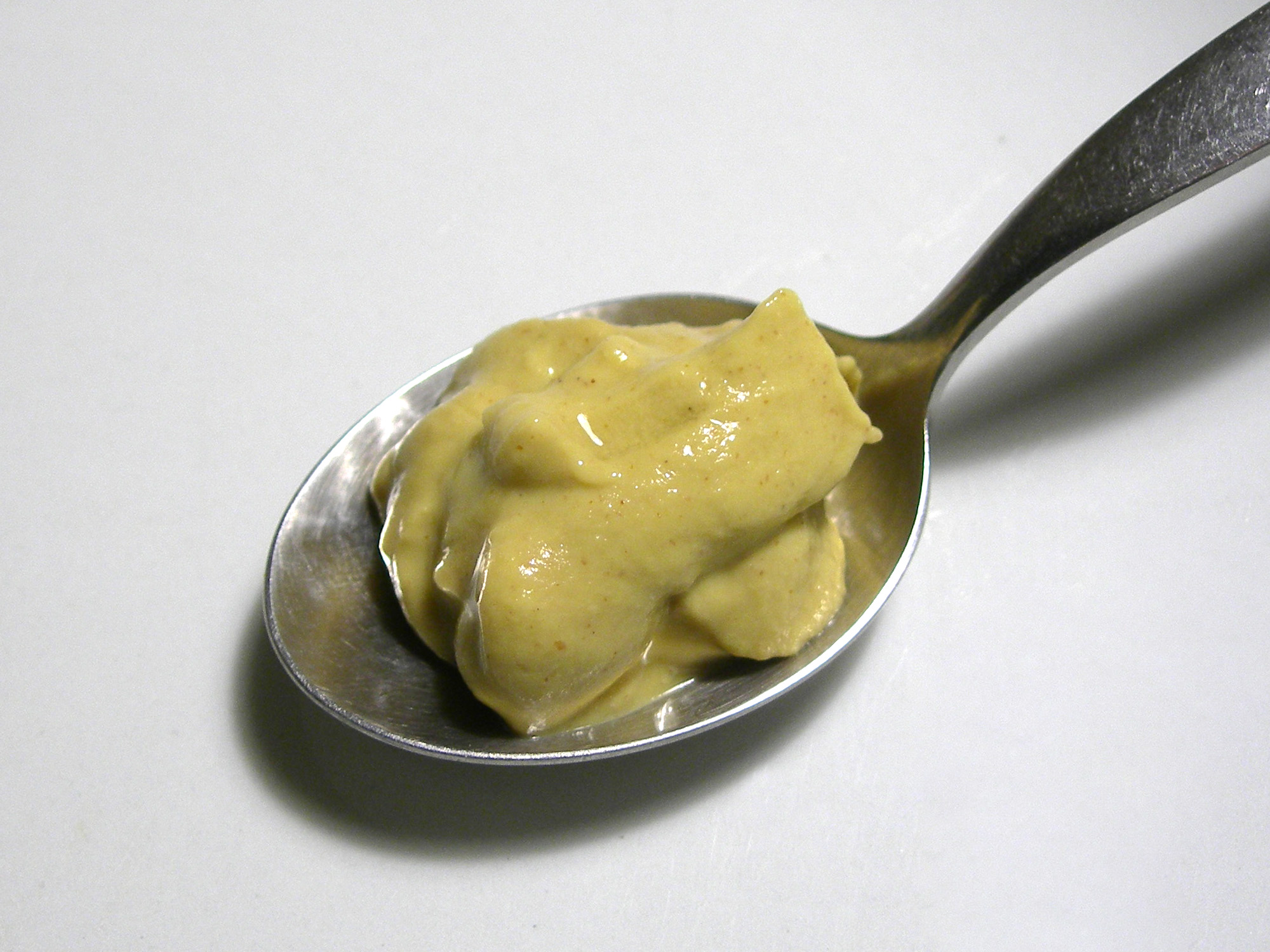
Dijon-Senf

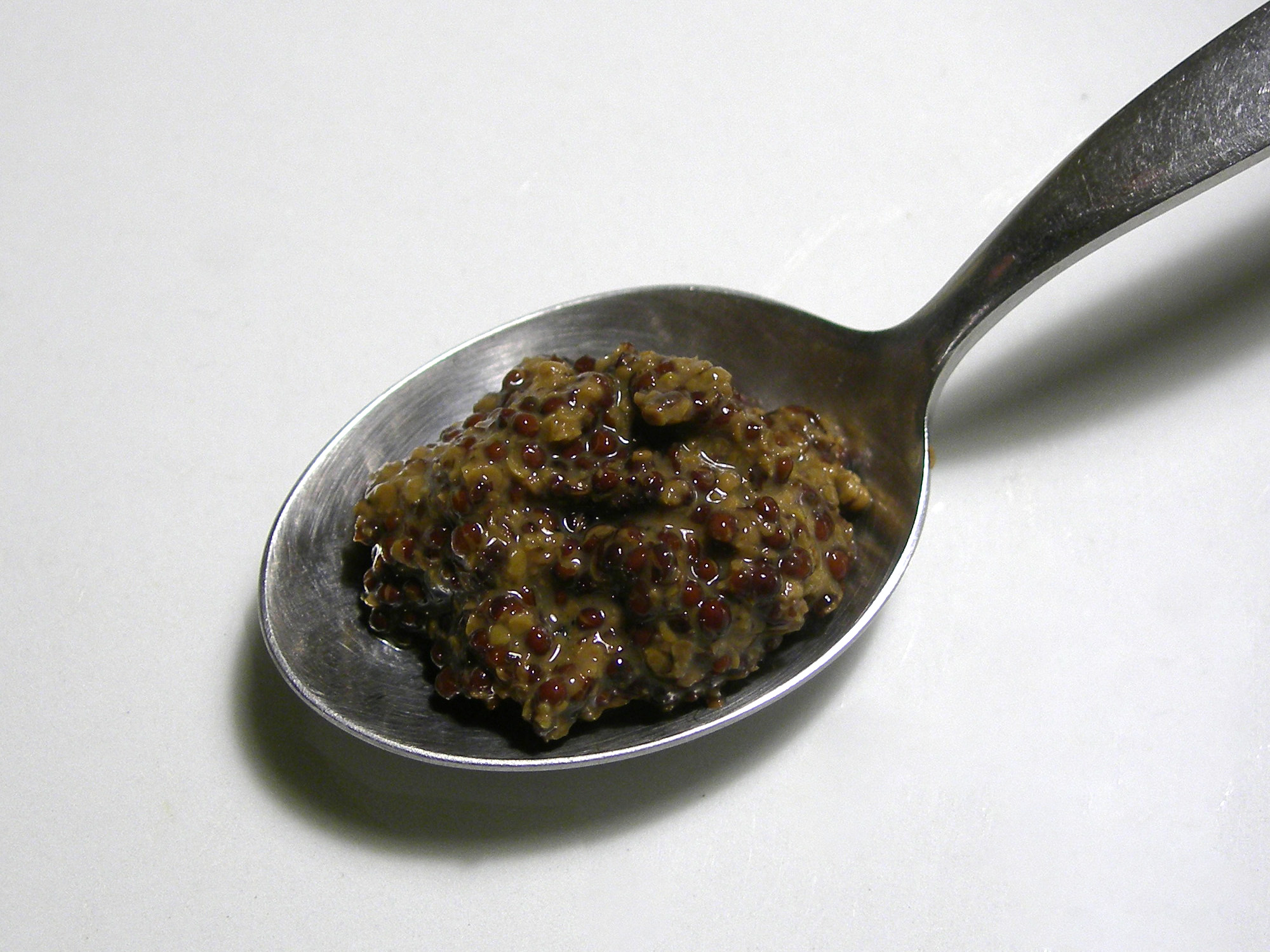
Grober französischer Senf, vorwiegend aus schwarzen Senfkörnern

Senf (anhörenⓘ) ist ein Gewürz, das aus den Samenkörnern des Weißen, Braunen oder Schwarzen Senfs hergestellt wird. Gebräuchlich sind sowohl reine Senfkörner (ganze Samen), Senfpulver (gemahlene Samen) und vor allem die aus den mehr oder weniger fein gemahlenen Samen und weiteren Zutaten bereitete Würzpaste, genannt „Tafelsenf“ oder „Mostrich(t)“.

## Etymologie
Das Wort Senf (von mittelhochdeutsch sënef „Senf, Senfsamen“) ist ein Lehnwort aus dem lateinischen sināpi, das dem gleichlautenden altgriechischen σίναπι entstammt, dessen weitere Wortherkunft unbekannt ist. Möglicherweise handelt es sich um ein Lehnwort aus dem demotischen snu̯pt.

## Inhaltsstoffe
Senfsamen enthalten etwa 20 bis 36 % nussig-mildes Senföl, 28 % Proteine und die Glykoside Sinalbin (Weißer Senf  – bildet daraus Bisphenol F) bzw. Sinigrin (Brauner und Schwarzer Senf), die für den scharfen Geschmack und damit auch für die appetitanregende und verdauungsfördernde Wirkung verantwortlich sind. Diese Senfölglycoside sind allerdings selbst nicht scharf. Erst durch das Schroten oder Mahlen der Samen und Kontakt mit Flüssigkeit wird das ebenfalls im Senfsamen enthaltene Enzym Myrosinase aktiv und verwandelt die Glykoside in Traubenzucker, Hydrogensulfat (HSO4−) und scharfe, tränenreizende Isothiocyanate (R-N=C=S), die häufig ebenfalls wie das „fette Senföl“ auch „ätherisches Senföl“ genannt werden. Deshalb haben Senfkörner erst einen milden, nussartigen Geschmack, der nur nach längerem Kauen etwas an Schärfe gewinnt, und auch trockenes Senfpulver hat zunächst einen faden, leicht bitteren, aber nicht scharfen Geschmack. Bei Tafelsenf dagegen hat sich durch Mahlen und die Zugabe von Wasser und anderen Zutaten bereits Isothiocyanat bilden können, so dass sich das scharfe Aroma von vornherein entfalten kann.
Neben den unterschiedlichen Farben der Samen zeichnen sich weißer, brauner und schwarzer Senf auch durch unterschiedliche Schärfe aus: Weißer Senf mit dem Glykosid Sinalbin ist milder, brauner und schwarzer Senf mit dem Glykosid Sinigrin sind deutlich schärfer. Durch das Mischungsverhältnis aus weißem und braunem bzw. schwarzem Senf kann daher die Schärfe einer Senfpaste nach Wunsch bestimmt werden. Da Schwarzer Senf (Brassica nigra) maschinell schwerer zu ernten ist, werden heute im Wesentlichen nur noch Weißer Senf (Sinapis alba) und Brauner Senf (Brassica juncea) verwendet.

## Geschichte
Archäologische Ausgrabungen im Indus-Tal (indischer Subkontinent) haben ergeben, dass dort Senf angebaut wurde. Diese Zivilisation existierte bis etwa 1800 v. Chr. Das erste überlieferte Rezept zur Senfzubereitung verfasste der Römer Columella im 1. Jahrhundert n. Chr. Im 8. Jahrhundert wurde Senf in einer Schrift Karls des Großen erstmals in Mitteleuropa erwähnt und wurde – von arabischen Pflanzungen in Spanien aus verbreitet – an den europäischen Tafeln bald zu einem wichtigen Gewürz. So ernannte Papst Johannes XXII., der ausschließlich in Avignon und nicht in Rom residierte, einen seiner Neffen zum Grand moutardier du Pape – zum „Großen päpstlichen Senfbewahrer“.
Zwiebeln, Senf, Meerrettich und Ingwer waren über Jahrhunderte die einzigen scharfen Gewürze, die europäischen Köchen zur Verfügung standen und entsprechend weit verbreitet waren. Später wurden sie durch Pfeffer (13. Jahrhundert) und Chili (15. Jahrhundert) ergänzt.
In der mittelalterlichen Heilkunde wurde vor allem der Schwarze Senf zur äußeren Anwendung benutzt, wobei seine stark durchblutungsfördernde, schmerzstillende und entzündungshemmende Wirkung im Vordergrund stand.
In Deutschland wird bereits seit 1726 der Düsseldorfer ABB-Senf hergestellt, damit ist er die älteste deutsche noch existierende Senfmarke. Diese wird heute vom Düsseldorfer Unternehmen Löwensenf industriell hergestellt. Eine traditionelle Herstellung lässt sich noch in Einrichtungen wie der historischen Senfmühle Monschau, der Senfmühle Kleinhettstedt oder der Senfmühle Hochsauerland in Schmallenberg besichtigen.

## Senfkörner
Ganze Senfsamen des Weißen und des Schwarzen Senfs werden zum Kochen, Braten und Marinieren verwendet. Die mild-nussig schmeckenden Samen entfalten dabei erst während des Garens bzw. Einlegens nach und nach ihr scharfes Aroma.
Senfkörner des Weißen Senfs werden beispielsweise zum Einlegen von Senfgurken und Mixed Pickles sowie zur Wurstherstellung verwendet.

## Wirtschaftliche Bedeutung
Im Jahre 2021 wurden laut der Ernährungs- und Landwirtschaftsorganisation FAO weltweit 532.769 t Senfsamen geerntet. Die größten Anbauländer waren Nepal (220.250 t), Russland (144.593 t) und Kanada (60.532 t). Die größten europäischen Produzenten waren Russland und die Ukraine (19.920 t).

## Senfblätter
In Indien werden die Blätter und Stängel der Senfpflanze mit Zwiebeln und Knoblauch gekocht und mit Naan-Brot gegessen.

## Senfpulver
Senfpulver besteht zu mindestens 80 % aus gemahlenen, meist weißen Senfkörnern mit Schalen (Senfmehl) sowie aus Gewürzen, Kräutern und Getreidemehl. Besonders verbreitet ist es in der englischen Küche. Falls es nicht mitgekocht wird, wird es mit Wasser zu einer Paste verrührt, die ähnlich wie Tafelsenf verwendet wird.
Senfpulver kann auch Bestandteil von Currypulver sein.

## Tafelsenf

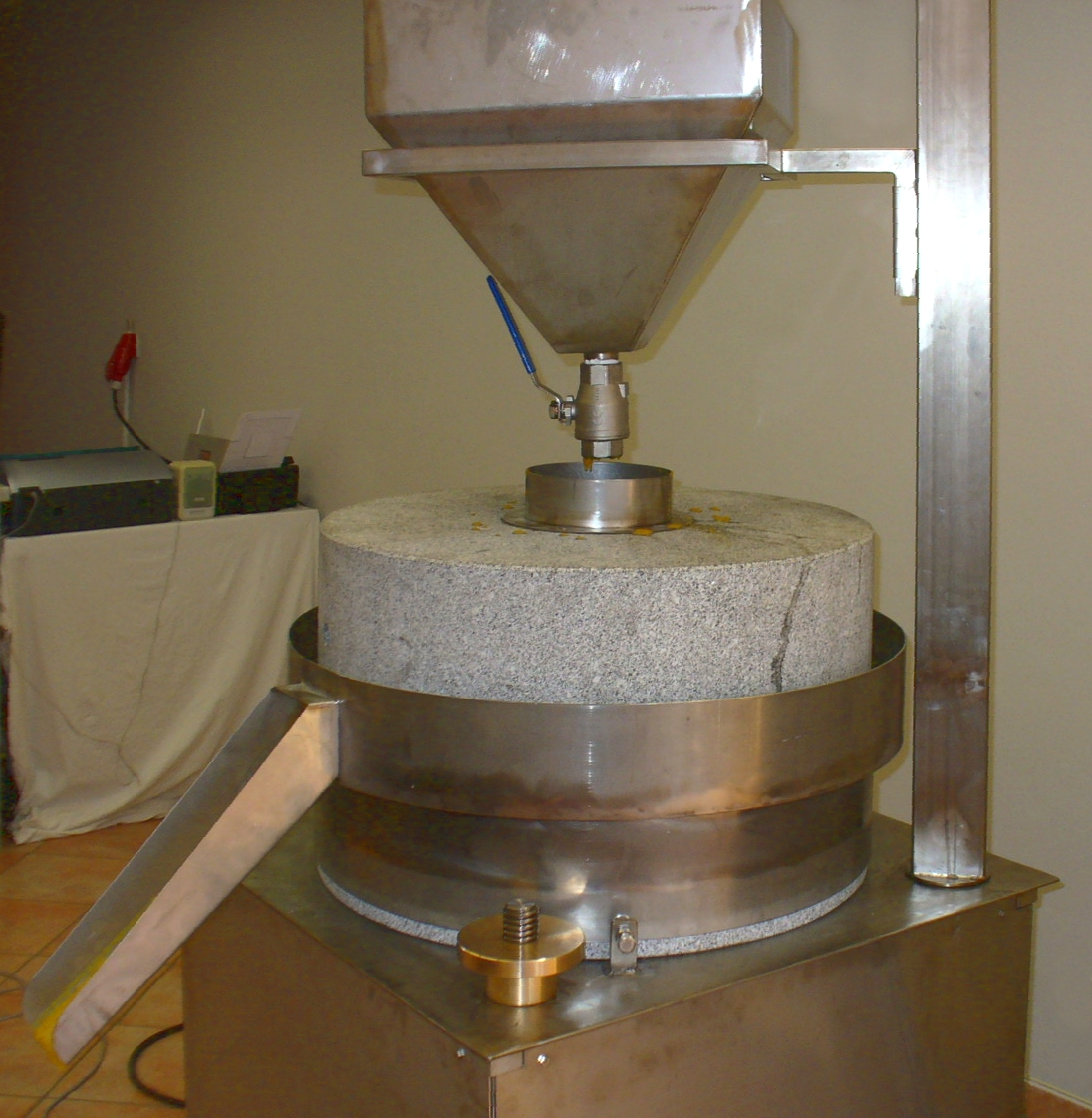
Senfmühle mit defektem Granitstein

Die größte Verbreitung findet Senf von jeher zu einer Paste verarbeitet, da sich seine Schärfe so am besten entfalten kann. Traditionell wird der Senf dazu mit Traubenmost vermischt, was von lateinisch mustum ardens (brennender Most) über das altfranzösische mostarde zum deutschen, heute nur noch landschaftlich gebrauchten Namen Mostrich oder Mostert und zum englischen mustard führte. Heute übliche Grundzutaten sind neben Senf noch Wasser, Essig und Salz. Je nach Sorte können auch verschiedene Gewürze und andere Zutaten hinzukommen.
Zur Herstellung werden die gereinigten Senfkörner zuerst zwischen Walzen geschrotet und meist anschließend entölt. Dann wird der Schrot mit den übrigen Zutaten vermischt und der entstandenen Maische Zeit zum Fermentieren gegeben – dadurch entsteht das typische Aroma. Anschließend wird der Brei, je nach Sorte, zu einer mehr oder weniger glatten Paste vermahlen. Dabei darf die Temperatur 50 °C nicht überschreiten, um die ätherischen Öle zu erhalten. Bei einem zweiten, historischen Verfahren wird die Maische zwischen schweren Steinen, meist Granit oder Basalt vermahlen. Bei diesem sogenannten Kaltvermahlungsverfahren steigt die Temperatur der Masse nicht über 27 °C. In der industriellen Herstellung wird die Masse durch geschlossene, wassergekühlte Mahlwerke vermahlen, sodass keine ätherischen Öle entweichen können und die Masse nicht über 20 °C erhitzt. Danach muss der Senf noch einige Stunden gelagert werden, da er noch zu dünnflüssig für die industrielle Abfüllung ist. Die Endreife erreicht er dann im Glas oder in der Tube. Frisch abgefüllter mittelscharfer Senf ist noch zu scharf und muss deshalb ein paar Wochen lagern, bis er diese Schärfe abgebaut hat und verkauft werden kann.
Tafelsenf wird zu Wurst, gepökeltem und kaltem Fleisch gereicht oder dient als würzende Zutat für Saucen, Salate, Fisch- und Gemüsegerichte. Wegen seiner neben der würzenden auch emulgierenden Wirkung ist er auch Bestandteil von Mayonnaisen und Vinaigrettes.

### Sorten
Schon durch die Auswahl und das Verhältnis von weißem zu braunem oder schwarzem Senf, den Mahlgrad der Körner und den verwendeten Most oder Essig entstehen ganz unterschiedliche Geschmacksrichtungen und Konsistenzen. Durch weitere Zutaten wie Zucker, Karamell oder Honig, Meerrettich oder Cayennepfeffer, Kräuter und Gewürze wie Estragon oder Zimt, Zitronensaft, Wein oder Bier, Knoblauch, Tomaten oder Paprika entstehen weitere Geschmacksnuancen zwischen süßlich mild, würzig und sehr scharf.

#### Amerikanischer Senf
In den USA ist Senf flächendeckend in einer einheitlichen, eher lieblichen und milden Geschmackssorte erhältlich. Bei der Herstellung wird Essig verwendet. Amerikanischer Senf hat eine typisch grell-gelbe Farbe, die durch die Zugabe einer höheren Menge an Kurkuma als in Europa üblich erreicht wird. Andere Senfsorten, vor allem die in Europa traditionellen, finden sich als Importprodukte in den meisten großen Supermärkten.

#### Mittelscharfer Senf
Beliebteste Form des Senfs in Deutschland ist mittelscharfer Senf, auch Delikatess-Senf genannt. Er wird überwiegend aus weißer und brauner Senfsaat hergestellt. In Österreich und in Teilen der ostdeutschen Länder ist als Variante auch Meerrettichsenf/Krensenf beliebt, der zusätzlich Meerrettich/Kren oder dessen Aroma enthält.

#### Scharfer Senf
Er entspricht dem mittelscharfen, enthält aber einen höheren Anteil brauner Senfsaat. In Österreich versteht man unter „scharfem Senf“ den dunkleren Estragonsenf.

#### Süßer Senf
Weißwurstsenf (Deutschland)
Süßer Senf, bayerischer oder Weißwurstsenf besteht aus grob gemahlenen, teilweise gerösteten Senfkörnern und wird mit einer Kombination aus oder ausschließlich durch Zucker, Süßstoff, Apfelmus oder Honig  (Honigsenf) gesüßt. In Deutschland wird er hauptsächlich zu Weißwurst und Leberkäse gereicht. Belegt ist Süßer Senf seit 1843. Im Kochbuch Neustes süddeutsches Kochbuch für alle Stände von Viktorine Schiller sind bereits zwei Rezepte enthalten, die einen süßen Senf ergeben. Erstmals kommerziell hergestellt wurde dieser Senf 1854 von Johann Conrad Develey. Heute gilt Händlmaier als Marktführer für süßen Senf. Auch in Skandinavien, Frankreich, Österreich und Tschechien kennt man verschiedene Sorten süßen Senfs.
Kremser Senf (Österreich)

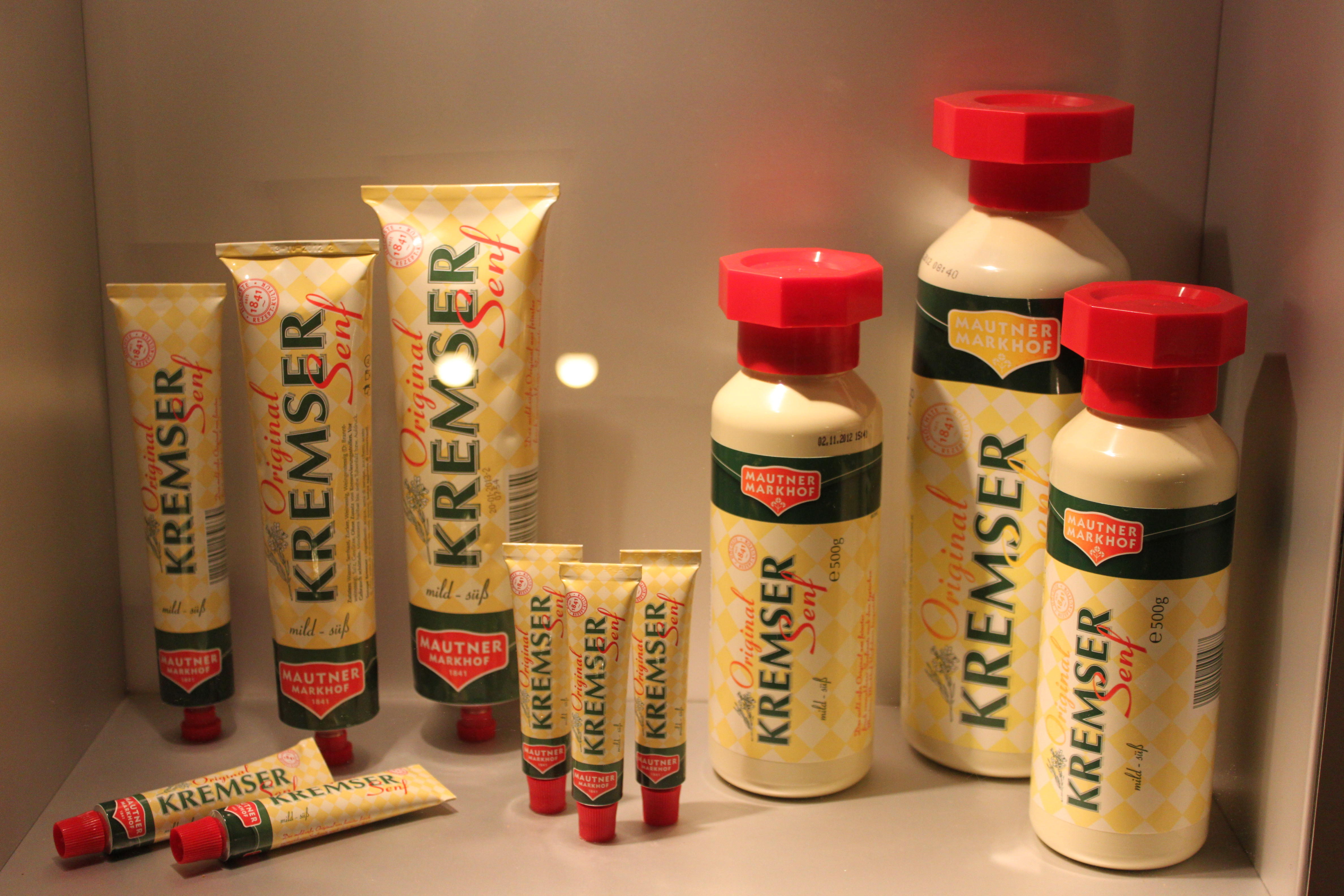
Kremser Senf von Mautner Markhof

In Krems an der Donau wurde ab 1819 von den Brüdern Hietzgern Senf angeboten. Kremser Senf wird aus grob gemahlenen gelben und braunen Senfsamen, etwas Zucker, unvergorenem Weinmost und Weinessig, ursprünglich aus der Region Krems, hergestellt.
Er wird in Österreich umgangssprachlich auch als „Süßer Senf“ bezeichnet, ist jedoch würziger als der in Deutschland ebenso bezeichnete „Bayerische Senf“. Er gehört neben Estragonsenf (umgangssprachlich „Scharfer Senf“) zur Standardauswahl an Senf in der österreichischen Gastronomie und ist auch in anderen mitteleuropäischen Ländern (Tschechien, Slowakei) weit verbreitet.

#### Rotisseur-Senf (Körniger Senf)
Rotisseur-Senf oder körniger Senf ist eine allgemeine Bezeichnung für nur grob geschroteten Senf, der weniger hitzeempfindlich und deshalb zum Würzen von Grillfleisch und Ähnlichem geeignet ist.

#### Dijon-Senf
Die französische Stadt Dijon erhielt im 13. Jahrhundert ein Monopol auf die Senfherstellung. Dijon-Senf muss nach dem europäischen Code of Practice aus braunen oder schwarzen Senfkörnern hergestellt werden. Diese werden durch eine Siebschleuder mit feinen Löchern gekratzt, wobei die Schalen im Inneren zurückbleiben und nur der Senfkern weiterverarbeitet wird. Traditionell werden die Senfkörner bei Dijon-Senf nicht entölt, was ihm ein besonders volles Aroma verleiht.
Klassischer Dijon-Senf ist fein gemahlen und scharf. Eine der bekanntesten Varianten ist Estragonsenf. Nach Dijon-Verfahren hergestellt ist auch der Düsseldorfer Löwensenf.

#### Bordeaux-Senf
Ebenfalls eine französische Senfsorte ist der Bordeaux-Senf, der sich im Gegensatz zum Dijon-Senf durch einen milden Geschmack und eine dunklere Farbe auszeichnet. Dieser Tafelsenf wird mit Essig, Zucker und verschiedenen Gewürzen wie Estragon hergestellt.
Im Gegensatz zum fein gemahlenen und scharfen Dijon-Senf ist Bordeaux-Senf grobkörnig und mild. Er enthält noch die Schalen der weißen Senfsamen, was ihn ein wenig hitzebeständiger als andere Senfsorten macht. Er wird zum Kochen und Verfeinern von Soßen verwendet.

#### Englischer Senf
Traditioneller Englischer Senf ist als Zubereitung ein besonders scharfer Senf aus dem Mehl weißer und schwarzer Senfkörner. Varianten enthalten unterschiedliche zusätzliche Gewürze, aber beim Original kommt die besondere Schärfe allein aus dem Senfmehl und nicht etwa aus den Zusätzen.

#### Mostrich
Auch wenn Mostrich in einigen Regionen als Synonym für alle Senfsorten verwendet wird, ist er doch ursprünglich Senf, bei dem statt Essig unvergorener Traubensaft („Most“) verwendet wird.

#### Düsseldorfer Mostert
Dieser scharfe, malzig-braune Senf wird in Düsseldorf aus brauner und gelber Senfsaat und Branntweinessig nach einer Rezeptur aus dem 18. Jahrhundert hergestellt.

#### Violetter Senf
Eine französische Variante des süßen Senfs ist der violette Senf, der hauptsächlich wegen seiner Farbe verwendet wird.

## Senfallergie
Als Auslöser der Senfallergie unterliegt Senf als Zutat in Nahrungsmitteln der Kennzeichnungspflicht nach der europäischen Lebensmittel-Informationsverordnung.

## Trivia
- Im Neuen Testament wird in einem Gleichnis das Reich Gottes mit einem Senfkorn verglichen (Mt 13,31–32 EU und Mk 4,30–32 EU).
- Im Buddhismus existiert ebenfalls ein Gleichnis, das von einem Senfkorn handelt und die Endlichkeit des irdischen Lebens thematisiert.[19] Im Ka-Nying-Shedrub-Ling-Kloster in Kathmandu werden Senfkörner bei jeder buddhistischen Zeremonie geopfert bzw. rituell verwendet, da ihnen eine Wirkung gegen spirituelle Hindernisse und dem negativen Einfluss von Dämonen zugeschrieben werden.[11]
- Die weitreichende Verwendung von Senf als Würzmittel führte zu der Redewendung „seinen Senf dazugeben“, womit ein unerwünschter Rat oder eine überflüssige Meinungsäußerung bezeichnet werden.[20]